# جان تسارالازا
جان دي أور كارلوس تسارالازا (بالفرنسية: Jean Tsaralaza)‏ (مواليد 24 فبراير 1985 في أنالامانغا) لاعب كرة قدم مدغشقري يجيد اللعب في خط الوسط في نادي سانت لويس صانز يونايتد السيشيلي .

## وصلات خارجية
- جان تسارالازا على موقع ناشيونال فوتبول تيمز (الإنجليزية)